# مایکل بلیک‌مولن
مایکل بلیک‌مولن (هلندی: Michael Bleekemolen؛ زادهٔ ۲ اکتبر ۱۹۴۹ در آمستردام) رانندهٔ مسابقات اتومبیل‌رانی اهل هلند است که از فصل ۱۹۷۷ تا ۱۹۷۸ در مجموع در پنج گراند پری از مسابقات جهانی فرمول یک شرکت کرد، اما موفق به کسب هیچ امتیازی نشد.